# Progresywne Więzienie dla Młodocianych w Jaworznie

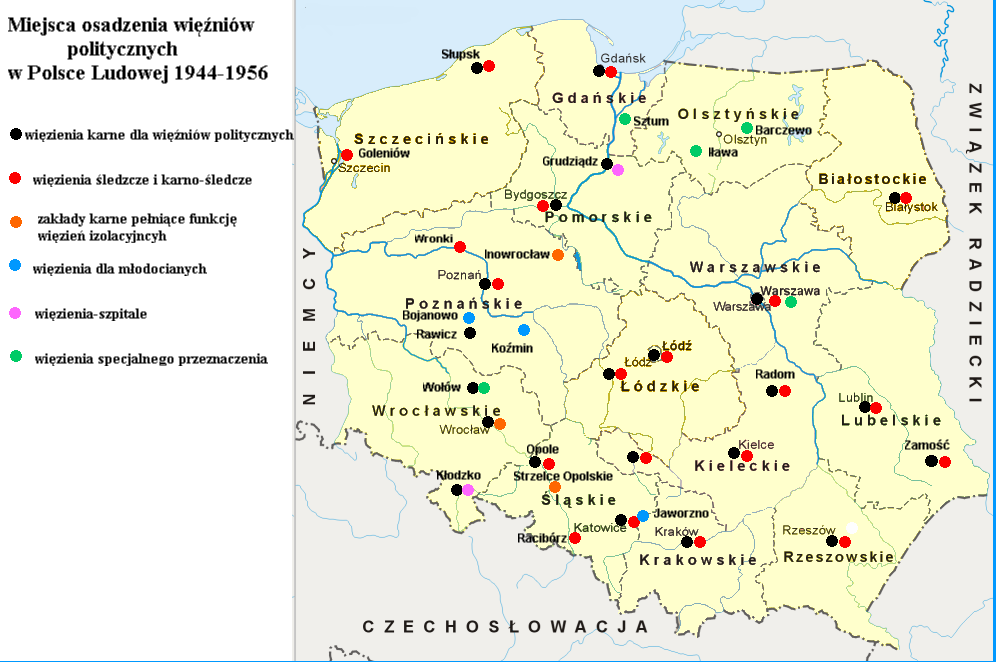
Miejsca osadzenia więźniów politycznych w Polsce Ludowej 1944-1956

Progresywne Więzienie dla Młodocianych Przestępców – istniejące w latach 1951–1956 w Jaworznie więzienie dla młodocianych więźniów politycznych. Trafiali do niego więźniowie, których wiek nie przekraczał 21 roku życia.
Historycy szacują, że przez więzienie przeszło około 15 tys. osób.
Jednym z naczelników więzienia był Salomon Morel, kolejnym Zdzisław Jędrzejewski.

## Historia

### Czasy przed powstaniem więzienia dla młodocianych
W latach 1943–1945 w miejscu więzienia był podobóz niemieckiego hitlerowskiego obozu koncentracyjnego Auschwitz-Birkenau. Po zakończeniu wojny służył jako obóz przejściowy dla przesiedlanych Niemców, a następnie jako Centralny Obóz Pracy w Jaworznie, m.in. dla Ukraińców (w ramach Akcji „Wisła”).

### Więzienie dla młodocianych
Już w 1949 roku korzystając z pracy osadzonych w Obozie Pracy więźniów zaczęto przekształcać obóz w Więzienie dla Młodocianych, co dokonało się w 1951 roku. Wiosną pozostali w nim więźniowie poniżej 21 roku życia oraz około 200 starszych więźniów, którzy po rozebraniu drewnianych baraków zbudowali na ich miejscu 3 murowane budynki mogące pomieścić ok. 7000 osób. Powstały też inne obiekty: dom kultury, warsztaty oraz szkoła dla 500 uczniów. Wśród więźniów okresu 1951–1953 najliczniejszą grupę stanowili więźniowie polityczni. W kolejnych latach powiększała się liczba osób skazanych za przestępstwa kryminalne. Zakład wzorowany był na łagrach.
Jak twierdził naczelnik więzienia Salomon Morel, umieszczeni tu więźniowie byli bandytami i dlatego ciężką pracą powinni się zrehabilitować za zbrodnie popełnione wobec Polski Ludowej.
Więźniowie byli wychowywani przez pracę na wzór człowieka radzieckiego, w oparciu o metody sowieckiego pedagoga Antoniego Makarenki. Sprowadzało się to do intensywnego szkolenia ideologicznego oraz zatrudnienia w:
- kopalniach Jaworznickiego Okręgu Węglowego (praca na najgorszych, mokrych i zagrożonych wybuchem metanu pokładach)
- stolarni wytwarzającej skrzynki na amunicje i broń
- ślusarni
- zakładzie prefabrykacji betonu (cieszącym się szczególnie złą sławą ze względu na warunki pracy – beton do krwi uszkadzał skórę rąk, na które osadzeni nie dostawali żadnych rękawic ochronnych)
- i w innych zakładach.

Wychowawcy zostali przeszkoleni przez Ośrodek Badań Pedagogicznych w Warszawie do pracy z młodzieżą. Za zadanie mieli zmieniać poglądy podopiecznych i skłócać ze sobą osadzonych oraz promować donosicielstwo (w zamian za obietnice wcześniejszego wyjścia na wolność, zastosowania amnestii lub przyznania innych przywilejów np. pisania dodatkowych listów). Szkolenia kadry prowadzili Aleksander Lewin i Bolesław Milewicz, którzy współpracowali z więzieniem aż do jego zamknięcia.
Program wychowawczy w jaworznickim więzieniu nie powiódł się. Więźniowie pochodzili z normalnych, dobrych rodzin. Ich wykształcenie, choć przerwane aresztowaniem, było wyższe niż ich wychowawców. Była to inna młodzież niż podopieczni Makarenki, który indoktrynacji poddawał niepiśmienne sieroty z ulicy.
Problemem osadzonych były głodowe racje żywnościowe.

### Bunt więźniów
15 maja 1955 r. doszło do największego w PRL buntu więziennego. Około godz. 9 kilku więźniów z nocnej zmiany położyło się w słońcu w pobliżu pasa śmierci. Pełniący dyżur na wieżyczce nr 10 strażnik Fryderyk Matyjasik wezwał ich do rozejścia się i zastrzelił jednego z nich, śpiącego jeszcze Stanisława Barana. Tłum więźniów ruszył na budynek strażnicy z kamieniami i bryłami węgla. Wyrwaną szynę kolejową rzucili na druty pod napięciem. Nasączone olejem sienniki więźniowie podpalali pod wieżami strażników. Strażnicy uciekli z obozu. Przybycie uzbrojonej w broń maszynową jednostki KBW uspokoiło więźniów. Wieczorem część więźniów zabrano do innych więzień, a innych w ciągu kolejnych miesięcy.

### Likwidacja
Przyczyną zaprzestania tego eksperymentu edukacyjnego był majowy bunt osadzonych. 31 grudnia 1955 zlikwidowano więzienie w dotychczasowej formie. Następnego dnia ośrodek zmienił nazwę na Centralne Więzienie Jaworzno. Przyjmowano do niego jedynie osoby młodociane skazane za przestępstwa pospolite, z wyrokami do lat pięciu i zdolne do pracy w górnictwie. Jednak już 31 sierpnia 1956, na wniosek lokalnych władz, więzienie zlikwidowano.

### Późniejsze losy więźniów
Po amnestii w 1956 więźniowie polityczni zostali zwolnieni, ale większość z nich niedługo po odzyskaniu wolności została wcielona do zasadniczej służby wojskowej, do batalionów górniczych, wracając do znanych już sobie kopalń.
Byli więźniowie przez cały okres PRL-u, jako przeciwnicy panującego ustroju, poddawani byli inwigilacji i represjom. Mieli trudności ze znalezieniem pracy.
W 1991 byli więźniowie założyli Związek Młodocianych Więźniów Politycznych z lat 1944–1956 „Jaworzniacy”, a rok później fundację „Jaworzniacy”.

## Opinie
Zwolennicy komunizmu uznawali program działania Więzienia dla Młodocianych w Jaworznie miejsca realizacji doniosłego planu resocjalizacji. Anatol Akerman nazwał je największym osiągnięciem penitencjarnym.
Jeszcze przed zmianą systemu politycznego w Polsce ukazały się prace poświęcone temu więzieniu. Przedstawiały one obóz jako przykład humanizmu socjalistycznego. Wśród autorów tych prac znaleźli się m.in.: Zdzisław Jędrzejewski, Franciszek Piątkowski, Anatol Akerman, Stanisław Czapski, Kazimierz Koźniewski, Zdzisław Maroszek, Zdzisław Karl. Temat lub motyw komunistycznego obozu pracy/więzienia w Jaworznie pojawił się m.in. w powieści Kazimierza Koźniewskiego Bunt w więzieniu (1968).
W opozycji do tych opinii stoją przede wszystkim byli więźniowie oraz współcześni historycy
Pierwszą próbą obiektywnego opisu obozu był tekst Amnestia zastukała do bram Seweryny Szmaglewskiej, poświęcony głównie przebiegowi buntu z 15 maja 1955. Ukazał się on na łamach „Po Prostu” w 1956 roku.